# Grammacephalus genoicus
Grammacephalus genoicus är en insektsart som beskrevs av Dlabola 1984. Grammacephalus genoicus ingår i släktet Grammacephalus och familjen dvärgstritar. Inga underarter finns listade i Catalogue of Life.